# Studia Regionalne i Lokalne
Studia Regionalne i Lokalne là một tạp chí khoa học và công nghệ của Ba Lan, được xuất bản từ năm 2000 bởi Trung tâm EUROREG về Nghiên cứu Địa phương và Khu vực Châu Âu, Đại học Warsaw. Tạp chí là nơi xuất bản các công trình nghiên cứu liên quan đến sự phát triển của Ba Lan, các hệ thống khu vực và địa phương, sự phát triển của các thành phố và đô thị, cũng như các khu vực nông thôn, được thảo luận dưới góc độ quốc tế rộng rãi. Tạp chí xuất bản bằng tiếng Anh và tiếng Ba Lan, một năm có bốn tập.

## Mã số xuất bản[2]
- ISSN: 1509-4995 (bản in)
- GICID: 71.0000.1500.0749
- DOI: 10.7366
- Nhà xuất bản: Trung tâm EUROREG về Nghiên cứu Địa phương và Khu vực Châu Âu.[3]
- Nhóm chuyên môn: Khoa học xã hội

## Chỉ số ảnh hưởng
- Chỉ số SJR (Scimago Journal Rank) năm 2019: 0.192[4]
- Chỉ số SNIP (Source Normalized Impact per Paper) năm 2019: 0.302[4]
- Chỉ số Scopus CiteScore năm 2019: 0.3[4]
- Chỉ số H Index năm 2019: 5[2]
- Danh mục tạp chí SCIE năm 2019: Nhóm Q3
- Studia Regionalne i Lokalne được lập chỉ mục trích dẫn khoa học ở các cơ sở dữ liệu: SCOPUS, ERIH PLUS, The Central European Journal of Social Sciences and Humanities (CEJSH), Central and Eastern European Online Library (CEEOL) và BazEkon[5].

## Ban biên tập
- Giáo sư Grzegorz Gorzelak - tổng biên tập
- Giáo sư Bohdan Jałowiecki - phó tổng biên tập
- Giáo sư Iwona Sagan - thành viên ban biên tập
- Tiến sĩ Marek Kozak - thành viên ban biên tập
- Tiến sĩ Mikołaj Herbst - thành viên ban biên tập
- Tiến sĩ Agnieszka Olechnicka - thành viên ban biên tập
- Tiên sĩ Dorota Celińska-Janowicz - thư ký biên tập